# Nokrek National Park
Nokrek National Park är en nationalpark i Indien.   Den ligger i delstaten Meghalaya, i den östra delen av landet, 1 400 km öster om huvudstaden New Delhi. Nokrek National Park ligger 546 meter över havet.
Årsmedeltemperaturen i trakten är 20 °C. Den varmaste månaden är september, då medeltemperaturen är 24 °C, och den kallaste är januari, med 16 °C. Genomsnittlig årsnederbörd är 2 837 millimeter. Den regnigaste månaden är juni, med i genomsnitt 612 mm nederbörd, och den torraste är december, med 1 mm nederbörd.